# Казалабате (Лече)
Казалабате (итал. Casalabate) је насеље у Италији у округу Лече, региону Апулија.
Према процени из 2011. у насељу је живело 361 становника. Насеље се налази на надморској висини од 2 м.